# Martensinus
Martensinus Wunderlich, 1973 è un genere di ragni appartenente alla famiglia Linyphiidae.

## Distribuzione
Le due specie oggi note di questo genere sono endemismi del Nepal.

## Tassonomia
Dal 1973 non sono stati esaminati esemplari di questo genere.
A dicembre 2012, si compone di due specie:
- Martensinus annulatus Wunderlich, 1973 — Nepal
- Martensinus micronetiformis Wunderlich, 1973[3] — Nepal